# یواس‌اس ترینگا (ای‌اس‌آر-۱۶)
یواس‌اس ترینگا (ای‌اس‌آر-۱۶) (به انگلیسی: USS Tringa (ASR-16)) یک زیردریایی است که طول آن ۲۵۱ فوت ۴ اینچ (۷۶٫۶۱ متر) می‌باشد. این زیردریایی در سال ۱۹۴۶ ساخته شد.